# Pau Navarro
Pau Navarro Badenes (La Vilavella, 25 april 2005) is een Spaans voetballer die als centrale verdediger speelt. Hij speelt bij Villarreal CF.

## Clubcarrière
Navarro is een jeugdproduct van Villarreal CF.  Op 26 september 2024 debuteerde hij in La Liga tegen RCD Espanyol. Op 9 november 2024 kreeg hij zijn eerste basisplaats tegen Deportivo Alavés. Op 18 maart 2025 werd zijn contract verlengd tot 2030.